# Ritratto di Alessandro Severo
Il ritratto di Alessandro Severo è un ritratto romano dell'omonimo imperatore (222-235), alto 70 centimetri e conservato agli Uffizi a Firenze.

## Storia e descrizione
Il giovane imperatore, ritratto a circa diciott'anni, viene raffigurato secondo un nuovo orientamento nella ritrattistica ufficiale romana, caratterizzato da un ben calibrato volume della testa e l'accentuazione dei valori psicologici dei soggetti ritratti. .
L'effigie, confrontabile con la monetazione del 226, risale forse al secondo consolato di Alessandro o, meno probabilmente, alle sue nozze con Sallustia Orbiana. Il ritratto è composto da un alto busto trabeato (abbigliamento tipico in quest'epoca delle insegne consolari), con la testa di un giovinetto, con una peluria molto corta, quasi invisibile, presente per la prima volta in un ritratto ufficiale. La corta capigliatura, secondo una nuova moda, è da mettere in relazione con la carriera militare. La superficie della capigliatura e la cortissima barba sono trattate con radi trattini, secondo una tecnica calligrafica usata anche nei ritratti contemporanei, come quello di sua madre Giulia Mamea. L'ovale regolare del volto termina nel mento appuntito, creando una superficie levigata dove la luce scorre uniforme e indisturbata, con una fronte bassa, le guance lisce e gli occhi con le grandi pupille incise. L'espressione ricorda le effigi "ispirate" del ritratto ellenistico, ma è molto più misurata e non arriva a tali intensità teatrali.